# Tên miền ảo cấp cao nhất
Tên miền ảo cấp cao nhất (Pseudo-top-level domain) là tên gọi cho những tên miền mặc dù không tham gia hệ thống phân giải tên miền toàn cầu nhưng vẫn có giá trị sử dụng. Các ví dụ điển hình cho tên miền này là: 
- .bitnet
- .onion
- .local
- .oz
- .uucp
- .bitnet
- .csnet